# Allium leucosphaerum
Allium leucosphaerum là một loài thực vật có hoa trong họ Amaryllidaceae. Loài này được Aitch. & Baker mô tả khoa học đầu tiên năm 1886.